# فایستریتس ایم روزنتال
فایستریتس ایم روزنتال (به آلمانی: Feistritz im Rosental) یک منطقهٔ مسکونی در اتریش است که در ناحیه کلاگن‌فورت-لاند واقع شده‌است. فایستریتس ایم روزنتال ۲٬۶۹۱ نفر جمعیت دارد.